# Chorioactidaceae
Chorioactidaceae Pfister – rodzina workowców należąca do rzędu kustrzebkowców (Pezizales).

## Charakterystyka
Owocniki typu apotecjum, na zewnętrznej stronie przeważnie z brązowymi włoskami, zwykle inkrustowanymi pigmentowanymi granulkami. Mają tendencję do jednoczesnego dojrzewania wszystkich worków w całym apotecjum. Worki grubościenne, czasami z ekscentrycznie umieszczonymi aparatami apikalnymi. Askospory z wgłębieniami lub wypukłościami. Sklerocja nie występują.

## Systematyka
Rodzinę tę utworzył Donald Pfister w artykule Chorioactidaceae: a new family in the Pezizales (Ascomycota) with four genera, opublikowanym w Mycological Research z 2008 r. Została ona wyodrębniona na podstawie badań filogenetycznych, w których wykazano również, że grupą siostrzaną dla tego kladu jest Sarcosomataceae.
Według aktualizowanej klasyfikacji Index Fungorum bazującej na Dictionary of the Fungi do rodziny Chorioactidaceae należą następujące rodzaje:
- Chorioactis Kupfer 1902
- Desmazierella Lib. 1829
- Neournula Paden & Tylutki 1969
- Pseudosarcosoma M. Carbone, Agnello & P. Alvarado 2013
- Wolfina Seaver ex Eckblad 1968[2].